# Hypercompe albiscripta
Hypercompe albiscripta är en fjärilsart som beskrevs av Druce 1901. Hypercompe albiscripta ingår i släktet Hypercompe och familjen björnspinnare. Inga underarter finns listade i Catalogue of Life.